# Церква Володимирської ікони Божої Матері (Феофанія)
Церква Володимирської ікони Божої Матері  — православний храм у Феофаніївському скиті на околиці Києві, збудований у 1900 році та зруйнований у 1930 році.

## Історія
Каплицю над Великим джерелом було зведено 1875 року. Місце джерела ігумену Іринарху було вказано уві сні. 
Ось як розповідав про це він сам: 
 “Я скорбел о том неудобстве, которое испытывать приходилось при доставке для живущей братии питьевой воды, которая находилась в неблизком расстоянии, в роднике, под горою. Зто было моей всегдашней скорбью от начала моего поступления в Феофанию до 1871 года. В зтом году, в одну ночь я вижу следующий сон: будто иду я служить обедню на то место, где ныне стоит церковь в честь иконы Божией Матери, именуемыя “Владимирская”. Умерший мой предместник игумен Вонифатий с протоиереем Даниилом Смолодовичем, также умершим, оба сидят на скамье, недалеко от сказаннаго места. Когда я к ним приблизился, они спросили меня: “Где будете, батюшка, служить?” — “У Великаго источника”,— ответил я. Игумен Вонифатии заметил: “А я думал, что в старой церкви”. Протоиерей же Даниил Смолодович сказал: “Лучше у Великаго источника”. После такого сновидения я часто стал ходить в указанное место и думал: что бы значил мой сон? Обедню служить,— нет церкви; Великий источник,— а воды нет, сухая гора. Так я размышлял четыре года, но никому не говорил ни слова. В одно время я пришел на зто место и в скорби и недоумении, подняв руки, воскликнул: “Господи! Я не знаю, что делать!..” Внутренний голос сказал мне: “Что ты рассуждаешь… веди оттуда воду сюда”. Прежде чем вести воду, я посоветовался с техниками. Когда я указал техникам местность, откуда предполагал провести воду, они сказали, что под горой нужно устроить водокачку, а иначе вода вверх не пойдет;другого совета техники мне не дали. Я же после зтого оставил всякие советы и, помолясь Богу, начал копать канавы, прокладывать деревянные трубы, вывел зти трубы с противоположной стороны вверх на гору, в ЗО аршин вышины, поставил на горе простую кадушку, которую соединил с деревянной трубой. Поставивши кадушку, я уехал из Феофании дней на восемь. Возвратившись, я прежде всего, не заходя к себе в келию, побежал смотреть, єсть ли в кадушке вода; но, к огорчению, воды не сказалось ни капли. Я еще больше начал скорбеть и молиться и на той же горе опять поднял руки к небу и сказал: “Господи! Нехорошо я сделал. Устроил водопровод и хочу воды напиться не помолясь. Завтра обещаюсь Тебе отслужить соборне божественную литургию, придти сюда с крестным ходом и совершить водоосвящение…” На другой день все зто было сделано, то есть отслужена литургия, совершен крестный ход и водоосвящение, и после окропления св. водой, как обычно, все разошлись. На другой день я также был у обедни, и когда шел из церкви в келию, братия встретили меня с радостными лицами и сказали: “Батюшка! А ведь вода-то идет в кадушку!” От радости у меня полились слезы, и я ничего не мог сказать. С того времени вода начала идти безостановочно, и все прочее устроилось”.
1900 року каплицюю було перероблено на церкву та освячено в ім'я Володимирської ікони Божої Матері. У середині невеликої цегляної церкви знаходився бак, куди під власним тиском надходила джерельна вода.
Храм діяв до вересня 1930 року і невдовзі після закриття був знищений.